# Cumberland (Ohio)
Cumberland – wieś w USA, w stanie Ohio, w hrabstwie Guernsey.
Liczba mieszkańców w 2000 roku wynosiła 402.